# Latua pubiflora
Latua pubiflora là loài thực vật có hoa trong họ Cà. Loài này được (Griseb.) Baill. mô tả khoa học đầu tiên năm 1888.